# Матеуш Пьонтковски
Матѐуш Пьонтко̀вски (на полски: Mateusz Piątkowski) е полски футболист, нападател, който играе за ?.

## Кариера
В началото на кариерата си играе в отборите от полската втора дивизия Гожув Велкополски, Гурник Полковице, Долкан Забки. Прави своя дебют в елитната Екстракласа през сезон 2013/14 за Ягельоня Бялисток. Вторият му сезон е по-успешен като за 24 мача отбелязва 14 гола. На 24 юни 2015 г. подписва договор за 2 години с кипърския шампион АПОЕЛ. Дебютира на 14 юли 2015 г. в квалификационен мач за шампионската лига срещу Вардар Скопие.

## Отличия

### АПОЕЛ
- Кипърска първа дивизия (1): 2015/16